# Maneve, Lanivți
Maneve (în ucraineană Маневе) este un sat în comuna Snihurivka din raionul Lanivți, regiunea Ternopil, Ucraina.

## Demografie
Componența lingvistică a localității Maneve
     Ucraineană (99,76%)
     Alte limbi (0,24%)
Conform recensământului din 2001, majoritatea populației localității Maneve era vorbitoare de ucraineană (99,76%), existând în minoritate și vorbitori de alte limbi.